# Cinéma malgache
Le cinéma de Madagascar fait référence à l'industrie cinématographique à Madagascar.

## Histoire

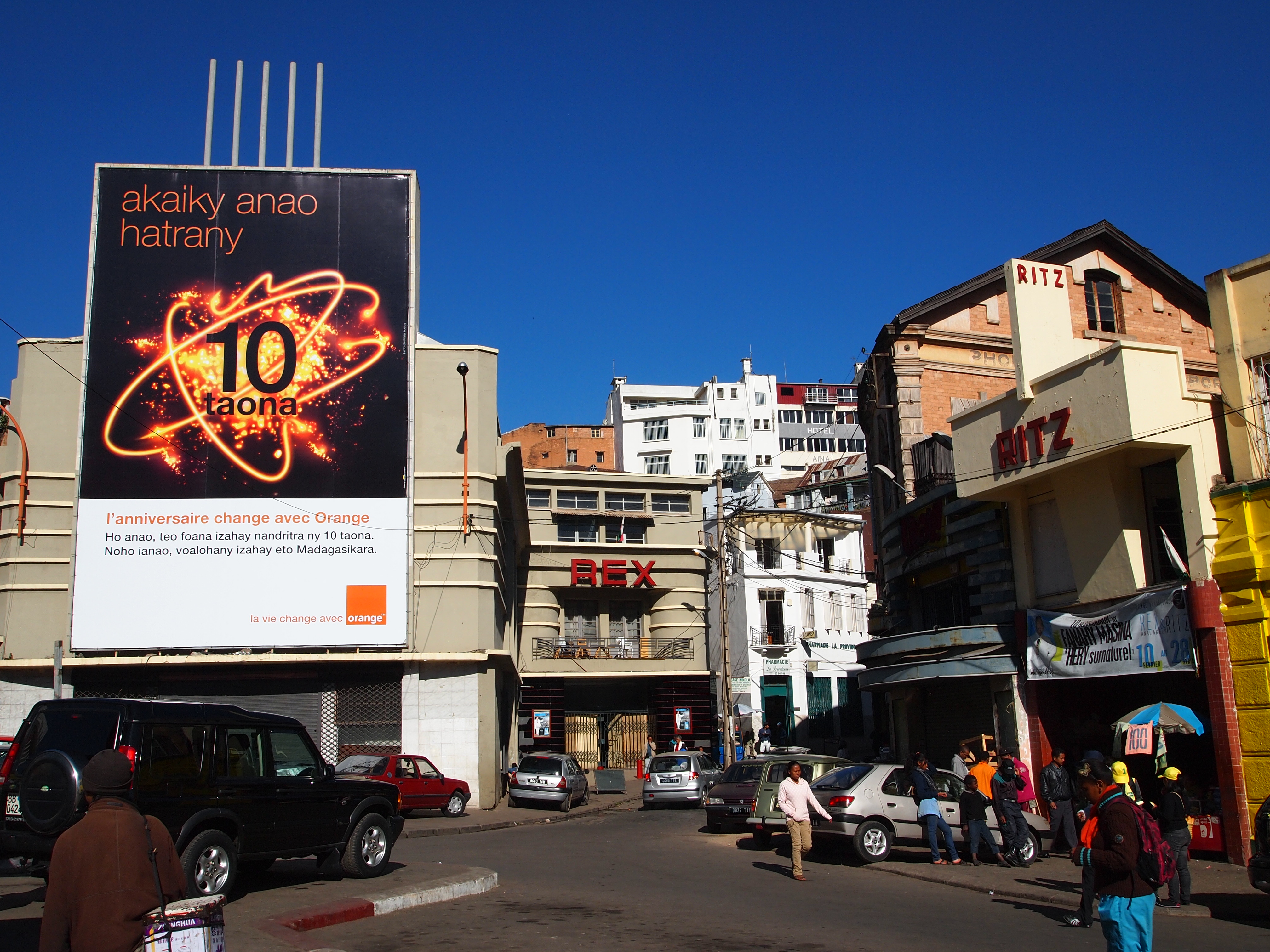
Anciens cinémas à Antananarivo.

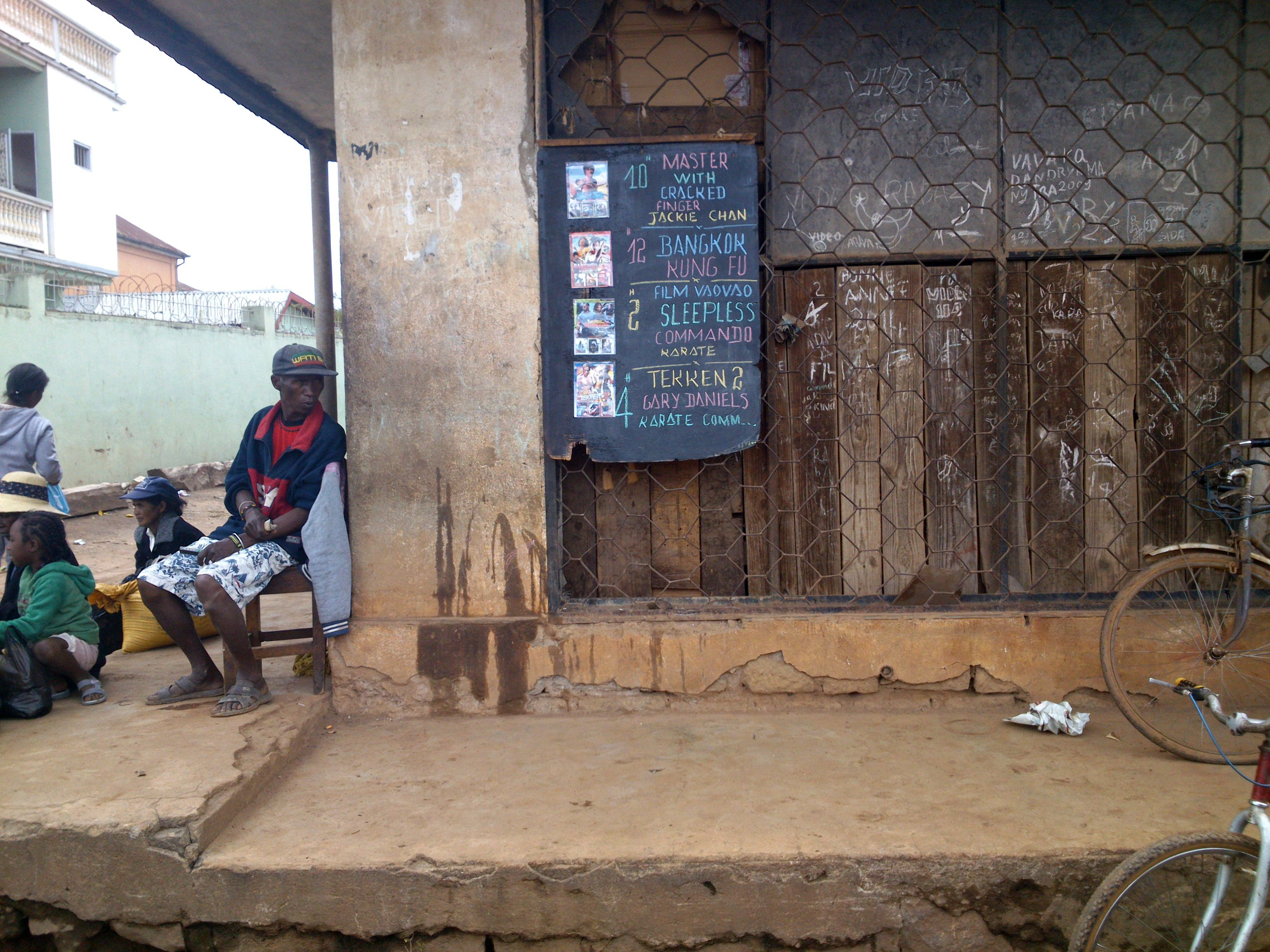
Projection de films d'arts martiaux étrangers dans une petite salle.

### Avant 1945
Il a existé comme ailleurs un cinéma colonial, amateur ou institutionnel, généralement documentaire.
Un exemple est Madagascar-Exode (1923, 14'15).
Le réalisateur le plus notable est Raymond Rajaonarivelo, réalisateur de films tels que Quand les étoiles rencontrent la mer et Tabataba (La diffusion de rumeurs).
La plus ancienne production cinématographique entièrement produite à Madagascar par un Malgache est un film en noir et blanc de 22 minutes intitulé Rasalama Martiora (Rasalama, le martyr). Dirigé en 1937 par le diacre Philippe Raberojo, il a marqué le centenaire de la mort de la martyre protestante Rafaravavy Rasalama. Philippe Raberojo était président d'une association de citoyens français d'origine malgache, où il avait la possibilité d'utiliser une caméra de 9,5 mm avec laquelle il a pu réaliser son film. Le film est considéré comme perdu.

### 1945
Au cours des années suivantes (Guerre d'indépendance (1946-1960)), Madagascar fut secoué par plusieurs crises politiques. En 1960, Madagascar a recouvré son indépendance, mais souffre encore d'instabilité politique. Cette période post-coloniale compliquée n'a pas seulement conduit à la fermeture ou à la transformation des cinémas du pays en lieux de culte, mais aussi, quasiment toute l'industrie cinématographique a disparu. Il n'y a pas encore de cinéma public à Madagascar.

### 2000
Il n'existe à Madagascar aucune institution dédiée à l'apprentissage des métiers du cinéma, ce qui fait que, depuis le début des années 2000, la majorité des films réalisés dans le pays s'apparente à du cinéma amateur, d'autant plus que la grande majorité des réalisateurs malgaches ne respectent pas le processus de réalisation d'un film. 
L'industrie du film a néanmoins commencé à se redresser lentement vers 2006 en raison de la fondation des Rencontres du Film Court (RFC). Jusqu'à présent, le RFC est le seul festival du film à Madagascar.
La plupart des productions malgaches ne reçoivent aucun financement public. Néanmoins, environ 60 courts métrages et un ou deux longs métrages sont réalisés chaque année.
En malgache, le mot cinéma est traduit par Sarimihetsika qui signifie littéralement "image en mouvement".

## Personnes
- Réalisateurs malgaches, dont : 
  - Solo Ignace Randrasana (1943-2011), Benoît Ramampy (1947-1996), Raymond Rajaonarivelo (1949-)
  - Abel Rakotozanany (1951-2016), Marie-Clémence Paes (1959-), Hery A. Rasolo (1959-2008)[4]
  - Haminiaina Ratovoarivon (1977-), Lova Nantenaina (1977-)
  - Ludovic Randriamanantsoa, Luck Razanajaona, Ando Raminoson, Tovoniaina Rasoanaivo, Luck Razanajaona, Fabrice Maminirina Razafindralambo, Jiva Eric Razafindralambo, Toky Randriamahazosoa, Sitraka Randriamahaly, Andriamanisa Radoniaina, Mamihasina Raminosoa, David Randriamanana, Laza RandrianarisoaLaza
  - Zo Tahiana Hariminoson

## Films
| Année | Titre                                       | Réalisateur                                     | Genre            | Notes |
| ----- | ------------------------------------------- | ----------------------------------------------- | ---------------- | --- |
| 1973  | L'Accident                                  | Benoît Ramampy                                  | Court drame      | Meilleur court métrage (FESPACO, 1973) |
| 1974  | Very Remby                                  | Solo Randrasana                                 | Drame            | Prix Jean Soutter au festival de Dinard (France) |
| 1980  | Fitampoha                                   |                                                 |                  | |
| 1984  | Dahalo, Dahalo                              | Benoît Ramampy                                  | Drame            | |
| 1987  | Ilo Tsy Very [Eternal Blessing]             | Ignace Solo Randrasana                          | Drame            | Dépeint l'insurrection malgache de 1947 |
| 1989  | Le Prix de la paix                          | Abel Rakotozanany et Benoît Ramampy             | Court drame      | Présenté à l'African Film Festival de Montréal en 1988 |
| 1988  | Tabataba [Rumour]                           | Raymond Rajaonarivelo                           | Drame            | Dépeint l'insurrection malgache de 1947, sélectionné au Festival de Cannes 1988, remporte le prix du jury au Festival du film de Taormine 1989, prix du premier long métrage aux Journées cinématographiques de Carthage 1989 |
| 1989  | Angano... Angano... nouvelles de Madagascar | Marie-Clémence Paes, Cesar Paes                 | Documentaire     | A remporté des prix aux festivals dei popoli, Cinéma du réel et Vues d'Afrique |
| 1996  | Quand les étoiles rencontrent la mer        | Raymond Rajaonarivelo                           | Drame            | Dépeint la lutte de libération malgache. Meilleur film au Festival international du film d'Istanbul (1998) |
| 2001  | Makibefo                                    | Alexander Abela                                 | Drame            | Basé sur Macbeth de William Shakespeare |
| 2004  | Souli                                       | Alexander Abela                                 | Drame            | Basé sur Othello de William Shakespeare |
| 2004  | Sur les murs de la ville                    | Fabrice Maminirina Razafindralambo              | Court, animation | Le premier court métrage d'animation malgache, en compétition officielle au Festival international du film d'animation d'Annecy 2004 |
| 2005  | Mahaleo                                     | Marie-Clémence Paes et Raymond Rajaonarivelo    | Documentaire     | Retrace l'histoire de Mahaleo, le groupe le plus populaire de Madagascar, prix du meilleur documentaire (Regards sur le cinéma du Sud, Rouen, 2006), prix du public et la deuxième place (Festival du film insulaire de Groix, 2005) |
| 2006  | The sun rises...then sets                   | Jiva Eric Razafindralambo                       | Court, animation | Meilleur film aux Rencontres du Film Court Madagascar, 2006 |
| 2007  | Raketa mena                                 | Hery A. Rasolo                                  | Documentaire     | A remporté un prix au Ciné Sud de Cozès |
| 2007  | Tafasiry                                    | Toky Randriamahazosoa                           | Court            | Meilleur film aux Rencontres du Film Court Madagascar 2007 |
| 2010  | Varavarankely                               | Sitraka Randriamahaly                           | Court            | Meilleur film d'animation aux Rencontres du Film Court en 2010 |
| 2011  | Dzaomalaza et le saphir bleu                | Andriamanisa Radoniaina et Mamihasina Raminosoa |                  | |
| 2012  | Malagasy Mankany                            | Haminiaina Ratovoarivony                        | Road-movie       | Prix de la diaspora remportée (Hollywood Black Film Festival 2013, États-Unis), Prix du public (Festival Cine Africano Cordoba 2013, Espagne), Prix du jury jeunesse (Cinémas d'Afrique 2013, France), Prix Africa Connexion (Vues d'Afrique film Festival 2014, Canada), prix du meilleur long métrage et de la meilleure actrice (Festival du film Iarivo 2014, Madagascar), mention spéciale du Jury (Kouribga 2013, Maroc) |
| 2012  | La Photographie                             | David Randriamanana                             | Court            | Seconde place (Fespaco, Ouagadougou 2013) |
| 2013  | Madame Esther                               | Luck Razanajaona                                | Court            | Won second prize (Carthage, Tunisia 2014), won second place (Fespaco, Ouagadougou 2015) |
| 2015  | Les panthères de l'île rouge                | Marie Camille                                   | Road-movie       | Official Selection at the Festival International du Film Panafricain de Cannes in 2015 |
| 2014  | Ady gasy                                    | Lova Nantenaina                                 | Documentaire     | Prix Fétnèt Ocean Indien (Fifai, La Réunion), Grand prix Eden documentaire (Lumières d'Afrique, Besançon), Mention spéciale du Jury documentaire (Festival Quintessence, Bénin) |
| 2014  | Odyaina                                     | Laza                                            | Documentaire     | Montre la relation entre musique et maladie mentale, à travers le travail de musicothérapeutes malgaches. |
| 2015  | Fasa                                        | Laza                                            | Court            | Fasa fait face à la perte de son père. |
| 2019  | Fahavalo, Madagascar 1947                   | Marie-Clémence Andriamonta-Paes                 | Documentaire     | Prix Doc du Monde (42ème Festival des Films du Monde, Montréal), Mention spéciale JCC Carthage |
| 2019  | Haingosoa                                   | Édouard Joubeaud                                | Drame            | |
| 2022  | Joe                                         | Zo Tahiana Hariminoson                          | Drame            | Met en avant la culture malgache, la critique de la société, ainsi que la réalité sociale malgache et les jeunes dans le monde professionnel. Premier film malgache orienté vers le Thriller fantastique. |
| 2024  | Disco Afrika : une histoire malgache        | Luck Razanajaona                                | Drame            | Film sélectionné à la Berlinale 2024 dans la compétition Generation. |
|       |                                             |                                                 |                  | |

## Institutions
- "Consortium Cinématographique" (1936, CCM), important jusqu'à 350 films (surtout français et américains) par an au début des années 1970, devenu en 1975 "Consortium Cinématographique Madagascar"
- Centre malgache de production de films educatifs (CMPFE, 1969)

Après la révolution de 1975, l'Office malgache du cinéma (OMC, 1978), devenu en 1986 "Cinémédia", exerce un monopole de diffusion, laissant au CCM l'importation de films d'Union soviétique, de Corée, de Cuba. La diffusion de tels films en version originale ou sous-titrés en français, intéresse moins le public en pleine malgachisation. De 1978 à 1992, seuls 1 094 sont importés. De 1981 à 1996, le nombre de spectateurs baisse de 3 559 744 à 199 499. Le public déserte les salles, et les salles ferment, les vidéo-clubs clandestins les remplacent. La production baisse, la censure augmente, des réalisateurs s'exilent.
Depuis 2000, plus encore avec la numérisation, une reprise de la production et la création de films s'amorcent, surtout dans le court-métrage et l'animation. L'essai documentaire Ady Gasy (À la malgache, 2015) de Lova Nantenaina exprime bien cette urgence de la débrouille.
- Office malagasy du cinéma et de l'image animée (OMACI)
- "Rencontres du Film Court" (depuis 2006)
- Cinévore (depuis 2021)

## Salles
- Salles : Valiton (1937), Eden (1939), Rex (1948, 849 places), Métro (1948, 200 places), Cinepax, Plaza Ampefiloha, Canal Olympia

La diffusion en plein air semble arriver dans les années 1970, et entraîner une démocratisation du public.